# Rózsásfejű gyümölcsgalamb
A rózsásfejű gyümölcsgalamb (Ptilinopus porphyreus) a madarak osztályának galambalakúak (Columbiformes) rendjébe és a galambfélék (Columbidae) családjába tartozó faj.

## Rendszerezése
A fajt Coenraad Jacob Temminck holland ornitológus írta le 1822-ben, a Ptilinopus nembe Ptilinopus porphyreus néven.

## Előfordulása
Indonézia endemikus faja, Szumátra, Jáva és Bali szigetén honos. Természetes élőhelyei szubtrópusi és trópusi síkvidéki és hegyi esőerdők. Állandó, nem vonuló faj.

## Megjelenése
Testhossza 29 centiméter. A hím feje, nyaka és torka bíbor-rózsaszín, melyet alulról zöldes-fekete kontúrú fehér sáv szegélyez. A háta zöld, a hasa szürkés, sárga fark-alatti tollakkal. Szivárványhártyája narancsszínű, csőre zöldes, lába rózsaszín. A tojó színe kevésbé élénk, mint a hímé, a mellén lévő csík nem annyira hangsúlyos, a fiatal egyedek még a tojónál is színtelenebbek. Hangja lágy búgásra hasonlít.

## Életmódja
Fügéket, kisebb gyümölcsöket és bogyókat fogyaszt az erdő felső lombkoronaszintjén, ahol a zöld növényzet kitűnő álcát biztosít számára.
|  |

## Szaporodása
Fára épít gyenge minőségű fészket, melybe egy, néha két fehér színű tojást helyez el. A fiókák 20 nap költés után kelnek ki a tojásokból, majd további 15-16 napig élnek a fészekben. A madár félénk és nem feltűnő, általában párosan jelenik meg, de a kedvenc gyümölcsfákon néha akár 17 madárból álló raj is megjelenhet.

## Természetvédelmi helyzete
Az elterjedési területe nem nagy és széttöredezett, egyedszáma viszont csökken, de még nem éri el a kritikus szintet. A Természetvédelmi Világszövetség Vörös listáján nem fenyegetett fajként szerepel.
A faj élőhelye kevesebb, mint 12 000 km²-nyi erdőterület, Szumátrán három egybefüggő területen, Jáván tizenhat területen, Balin egy területen él. A területek többsége 200 km²-nél kisebb, és egyre zsugorodik.